# Jesse Jacksons Liberia-Visite

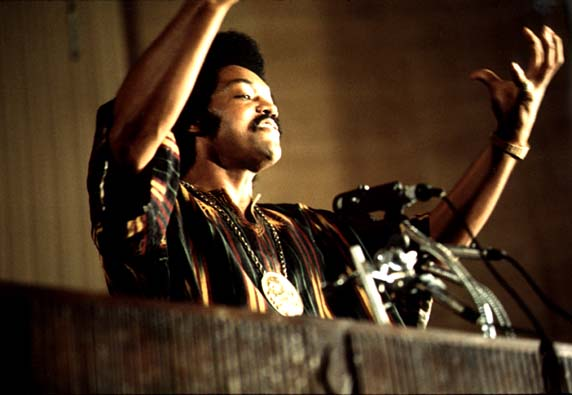
Rev. Jesse Jackson (1973)

Jesse-Jacksons-Liberia-Visite fand im Spätherbst 1972 statt und war ein offizieller Besuch des amerikanischen Bürgerrechtlers Jesse Jackson in der westafrikanischen Republik Liberia. Da Jackson zu diesem Zeitpunkt über kein besonderes diplomatisches oder politisches Mandat verfügte, trat er als Vorsitzender der von ihm in den USA gegründeten afro-amerikanischen Bürgerrechtsbewegung People United to Save Humanity (Operation PUSH) in Erscheinung.

## Vorgeschichte
Die zunehmenden Erfolge der Bürgerrechtsbewegung in den USA waren auch in Liberia in den 1960er Jahren mit großem Interesse verfolgt worden. Fast jeder Ameriko-Liberianer hatte zu diesem Zeitpunkt in den USA lebende Verwandte, die sich mit den Ideen Martin Luther Kings und anderer Bürgerrechtsaktivisten solidarisierten. Es war darum ein großer Schock, als King am 4. April 1968 in Memphis durch ein politisch motiviertes Attentat getötet wurde.
Zu den politischen Nachfolgern Kings und neuen Hoffnungsträger der afroamerikanischen Bürgerrechtsbewegung wurde der 1941 in South Carolina geborene Baptistenpastor Jesse Jackson gerechnet. Dieser hatte sich aber 1971 mit Ralph Abernathy, Kings Nachfolger als Präsident der afroamerikanischen Bürgerrechtsbewegung Southern Christian Leadership Conference zerstritten und mit der Operation PUSH eine eigene Organisation begründet.

## Anlass
Die Reise des damals 31-jährigen Jesse Jackson nach Liberia diente zur Teilnahme an einem Symposium an der University of Liberia in Monrovia. Im Ringen um die Nachfolge Kings nutzte Jackson diese Reise auch innenpolitisch, er konnte damit ein klares Signal an die afroamerikanische Bevölkerung der USA geben, das sich Jackson auch für die afrikanischen Belange und Probleme interessiere, dies sollte ihm auch weiteres Ansehen bei den US-Demokraten verschaffen. Zudem wollte er außenpolitische Erfahrungen sammeln, hierzu wählte er mit Bedacht Liberia aus, denn das Land war unkritisch, durch seine Geschichte ein enger Verbündeter der USA und hatte sich stets loyal verhalten.
Die liberianische Bevölkerung setzte ebenfalls große Erwartungen in Jesse Jackson. Man hoffte, er würde hart mit der regierenden True Whig Party ins Gericht gehen, Menschenrechte und politische Reformen anmahnen. Das waren Erwartungen, auf die Jackson natürlich nicht mit deutlichen Worten eingehen konnte. Tatsächlich gab es im Vorfeld einige liberianische Presseberichte, die Jackson als linksorienten Politiker brandmarkten.

Die liberianische Regierung verhielt sich diplomatischer und erörterte mit Jackson das gerade brisante Thema der doppelten Staatsbürgerschaft für Liberianer, um damit Vorteile für die ameriko-liberianische Bevölkerung zu erreichen. Dieses Thema war auch ein Gegenstand der Reden Jacksons an der University of Liberia.
Aus diplomatischer Sicht war der Besuch Jesse Jacksons in Liberia somit eine Privatreise, tatsächlich zeigen die Pressefotos dieser Reise Jackson stets in einer möglichst unkonventionellen Bekleidung, während alle ihn begleitenden US-Amerikaner und Liberianer Anzüge und/oder Staatsroben tragen.

Jacksons Besuch wurde in den amerikanischen Medien als Visite umschrieben, um der Reise nicht größere Bedeutung zuzuschreiben.
 In Liberia wurde Jackson warmherzig und mit großen Erwartungen begrüßt. Er erhielt Gelegenheit, mit dem Präsidenten William R. Tolbert zu sprechen und konnte vier im liberianischen Rundfunk und im staatlichen Fernsehen übertragene Reden halten. Jackson besuchte auch amerikanische Einrichtungen in Liberia – beispielsweise die Firestone Plantage.